# Dominik Kraihamer
Dominik Kraihamer (ur. 29 listopada 1989 w Oberndorf) – austriacki kierowca wyścigowy.